# Nathan Bock
Nathan Bock ist ein US-amerikanischer Theater- und Filmschauspieler.

## Leben
Bock wuchs in Denver im US-Bundesstaat Colorado auf. Von 1997 bis 2001 besuchte er die Denver School of the Arts. 2001 begann er ein Theaterstudium an der New York University. 2005 schloss er sein Studium erfolgreich mit dem Bachelor of Fine Arts ab. Erste kleinere Besetzungen als Filmschauspieler erhielt er 2010. Nach einigen Kurzfilmproduktionen Mitte der 2010er Jahre folgten Episodenrollen in People Magazine: Investigativ, Deep Undercover und Evil Things. Von 2018 bis einschließlich 2019 stellte er in insgesamt 21 Episoden der Fernsehserie Dollhouse die Rolle des Christian Tallman dar. 2022 war er in einer Episode der Fernsehserie Wild West Chronicles zu sehen. Ab demselben Jahr wirkte er bis 2024 in acht Episoden der Fernsehserie 100 Seconds to Midnight. 2023 erhielt er unter anderen wiederkehrende Rollen in den Fernsehserien Into the Wild Frontier und Scottsdale. Im selben Jahr spielte er außerdem als Paul Jackson in dem Low-Budget-Katastrophenfilm Arctic Armageddon mit.
Als Theaterschauspieler gehörte er unter anderem zum Ensemble des Fuzzybottoms Theater und des Jewish Women’s Theatre.

## Filmografie (Auswahl)
- 2010: The Here Between (Kurzfilm)
- 2010: Discouraging Words
- 2015: The Con Woman’s Handbook (Kurzfilm)
- 2016: What Was Left (Kurzfilm)
- 2017: People Magazine: Investigativ (People Magazine Investigates, Fernsehserie, Episode 1x11)
- 2017: A Line Between (Kurzfilm)
- 2017: Deep Undercover (Fernsehserie, Episode 1x41)
- 2017: Evil Things (Miniserie, Episode 1x01)
- 2017: All or Nothing (Kurzfilm)
- 2018: Cosmic Therapy (Fernsehfilm)
- 2018: Milkman (Kurzfilm)
- 2018–2019: Dollhouse (Fernsehserie, 21 Episoden)
- 2019: Bad Comic
- 2019: Arroyo (Kurzfilm)
- 2019: Dybbuk (Kurzfilm)
- 2019: Confessions of a Teenage Satanist
- 2019: Blue Flamer (Kurzfilm)
- 2019: Fatal Perfection (Kurzfilm)
- 2021: Deconstructing Val (Kurzfilm)
- 2021: No Time to Cry
- 2021: Unusual Solutions LLC (Kurzfilm)
- 2021: The Makeup (Kurzfilm)
- 2022: Wild West Chronicles (Fernsehserie, Episode 2x09)
- 2022: Star Trek Parody. Pick Art & Numb Bear One (Kurzfilm)
- 2022–2024: 100 Seconds to Midnight (Fernsehserie, 10 Episoden)
- 2023: Warrior prepares for Reincarnation (Kurzfilm)
- 2023: Sands of Fate: A Star Wars Story (Kurzfilm)
- 2023: Into the Wild Frontier (Fernsehserie, 3 Episoden)
- 2023: Der Beste der Welt (World’s Best)
- 2023: Scottsdale (Fernsehserie, 5 Episoden)
- 2023: Arctic Armageddon

## Theater (Auswahl)
- Sweet Tea and the Southern Jew, The Braid
- LA Horror Stories: Red Meat, Fuzzybottoms Theater
- Guilty Parties, Jewish Women’s Theatre
- The Last Darling, Fuzzybottoms Theater
- Hollywood Premier Party, Kerry Logan